# Francisco Gattorno
Francisco Gattorno (Santa Clara, 12 de octubre de 1964) es un actor de cine y televisión de origen cubano, famoso por su participación en melodramas en México, Colombia y Estados Unidos.
Realiza su debut en la película cubana Una novia para David. En 1995 protagoniza La dueña, siendo su primer estelar y su debut en México al lado de la actriz y ex primera dama de México Angélica Rivera.
Francisco estuvo casado entre 1995 y 1997 con la actriz mexicana Cynthia Klitbo. Desde 1999 está casado con la bailarina de origen cubano Belmaris González con quien ha tenido dos hijas, Isabella y Carolina Alicia.
Algunos de sus trabajos más destacados en la pantalla chica han sido en las telenovelas Cañaveral de pasiones, Laberintos de pasión y Clase 406 (en Televisa) además de La viuda de Blanco y Tierra de pasiones (en Telemundo) y Amantes del desierto (en Caracol Televisión).

## Biografía
Francisco Alejandro Gattorno Sánchez nació el 12 de octubre de 1964 en Santa Clara (Cuba). Su padre es un inmigrante español originario de las islas Canarias mientras que su madre desciende de unos colonos haitianos de ascendencia francesa establecidos en Cuba a principios del siglo XIX.

## Carrera
Su trayectoria artística inicia en 1984 cuando participa en la cinta Una novia para David donde interpreta a Miguel en Cuba. Entre 1988 y 1993 realiza los filmes El verano de la señora Forbes, Papeles secundarios, Boceto -donde hizo un desnudo frontal, al igual que Jorge Perugorría y Héctor Noas-, Los perritos tienen hambre y Sueño tropical además de la miniserie Me alquilo para soñar todo esto en su país natal.
En 1994 participa en el largometraje cubano titulado Fresa y chocolate, dirigido por Juan Carlos Tabío y Tomás Gutiérrez Alea. Ese mismo año llega a México invitado por la actriz y productora Florinda Meza quien, maravillada por su actuación en Fresa y chocolate le da el protagónico en su telenovela La dueña interpretando a José María junto a Angélica Rivera y Cynthia Klitbo.
En 1996 recibe una nueva oportunidad en la telenovela Cañaveral de pasiones con uno de los personajes principales interpretando a Juan de Dios junto a Daniela Castro y Juan Soler. Ese mismo año realiza una participación especial en la telenovela Tú y yo de Emilio Larrosa, para entonces Gattorno había llamado la atención de varios productores del medio. En 1998 realiza la cinta Engaño Mortal y también un papel en la telenovela Preciosa.
En 1999 realiza un papel en la cinta Entre la tarde y la noche de Óscar Blancarte que fue protagonizada por Angélica Aragón. Ese mismo año protagoniza la telenovela Laberintos de pasión a lado de Leticia Calderón y César Évora.
En el 2000 realiza su debut en Hollywood con la cinta Before Night Falls interpretando a Jorge Camacho. 
En 2000 y con permiso de Televisa protagoniza en Colombia la telenovela de Caracol Televisión y Telemundo Amantes del desierto junto a Maritza Rodríguez.
En 2001 protagoniza la telenovela El noveno mandamiento, producción de Lucero Suárez donde comparte créditos nuevamente junto a Daniela Castro.
En 2003 se integra al elenco de la telenovela Clase 406 después de la salida de Jorge Poza interpretando al maestro que lo suple dentro de la historia.
En 2004 participa en la cinta Las Lloronas y realiza su primer trabajo como conductor del programa Escándalo del mediodía para la cadena Telefutura.
En 2005 interpreta a Roberto en la cinta sobre inmigrantes La migra.
En 2006 realiza su primera telenovela para la cadena Telemundo en Miami, Tierra de pasiones junto a Gabriela Spanic y Saúl Lisazo. Ese mismo año protagoniza junto a Itatí Cantoral y Martín Karpan la telenovela La viuda de Blanco con la que concluiría su contrato en dicha televisora y con la que decide tomarse un receso en su carrera artística hasta 2009 cuando filmó las cintas Chance en Panamá y Sin ella en México.
En abril de 2009 se reintegró a Televisa dentro del elenco de la telenovela Mi pecado interpretando a Rodolfo Huerta. 
En 2009 se integró al elenco de la telenovela Atrévete a soñar junto a Cynthia Klitbo, René Strickler y Vanessa Guzmán.
En 2012, se reintegró al elenco a Televisa de la telenovela Abismo de pasión interpretando a Braulio, trabajando al lado de Alejandro Camacho.
En 2012, se integró al elenco de la telenovela Amores verdaderos, como antagonista compartiendo créditos con Eduardo Yáñez.
En 2013/14, se integró al elenco de la telenovela Lo que la vida me robó, una producción de Angelli Nesma Medina donde compartió créditos con Sebastián Rulli y Angelique Boyer.

## Trayectoria

### Televisión
- La dueña (1995) como José María Cortés
- Cañaveral de pasiones (1996) como Juan de Dios Montero Carrasco
- Tú y yo (1996-1997) como Ricardo Vázquez
- Preciosa (1998) como Álvaro San Román
- Laberintos de pasión (1999-2000) como Pedro Valencia Miranda
- El noveno mandamiento (2001) como Rodrigo Betancourt
- Amantes del desierto (2001-2002) como Andrés Bustamante
- Cómplices al rescate (2002) como Alberto del Río
- Clase 406 (2002-2003) como Santiago Cadavid/Luis Felipe Villasana... 3° Temporada
- Tierra de pasiones (2006) como Pablo González
- La viuda de Blanco (2006-2007) como Sebastián Blanco Albarracín
- Mi pecado (2009) como Rodolfo Huerta
- Atrévete a soñar (2010) como Carlos Rincón
- Abismo de pasión (2012) como Braulio Chirinos
- Amores verdaderos (2012-2013) como Santino "Salsero" Roca
- Lo que la vida me robó (2013-2014) como Sandro Narváez
- Muchacha italiana viene a casarse (2014-2015) como Aníbal Valencia
- Mujeres de negro (2016) como Lorenzo Rivera
- El bienamado (2017) como Jesús Tranquilino de la Astunción Cárdenas "Chuy Muertes"
- Hijas de la luna (2018) como Alberto Centeno
- Por amar sin ley (2018) como Damián Álvarez
- El señor de los cielos (2018) como Gustavo Castro
- La desalmada (2021) como Antonio Estudillo[2]
- Las estrellas bailan en Hoy (2021) como El mismo[3]
- Amores que engañan (2022-2023) como Marcel / Rafael[4][5]
- MasterChef Celebrity (México) (2022) como El mismo[6]
- ¿Qué dicen los famosos? (2022) como Invitado[7]
- Vivir de amor (2024) como Antonio Sánchez[8]
- Amor amargo (2024-2025) como Jaime Jiménez[9][10]

### Cine
- Una novia para David (1984) como Miguel
- El verano de la señora Forbes (1988).
- Los perritos tienen hambre (1989).
- Boceto (1991); dirección: Tomás Piard
- Sueño tropical (1993).
- Fresa y chocolate (1994) como Miguel
- Engaño mortal (1998).
- Entre la tarde y la noche (1999).
- Before Night Falls (2000) como Jorge Camacho
- Las Lloronas (2004) como Federico
- La migra (2005) como Roberto
- Wet Foot/Dry Foot (2006) como Ramiro
- Sin ella (2009) como Fabián
- Chance (2010) como Fernando González Dubois

## Premios y nominaciones

### Premios ACE
| Año  | Categoría                          | Telenovela                        | Resultado |
| ---- | ---------------------------------- | --------------------------------- | --------- |
| 2016 | Mejor coactuación masculina        | Muchacha italiana viene a casarse | Ganador   |
| 2013 | Mejor actor coestelar              | Amores verdaderos                 | Ganador   |
| 2000 | Mejor actor de televisión escénica | Laberintos de pasión              | Ganador   |
| 1997 | Mejor actor masculino              | Cañaveral de pasiones             | Ganador   |
| 1996 | Mejor actor revelación             | La dueña                          | Ganador   |

### Premios TVyNovelas (México)
| Año  | Categoría                   | Telenovela           | Resultado |
| ---- | --------------------------- | -------------------- | --------- |
| 2013 | Mejor actor de reparto      | Abismo de pasión     | Nominado  |
| 2000 | Mejor actor protagónico     | Laberintos de pasión | Ganador   |
| 1996 | Mejor revelación masculina  | La dueña             | Ganador   |
| 1996 | Mejor lanzamiento masculino | La dueña             | Nominado  |

### Premios El Heraldo de México
| Año  | Categoría              | Telenovela | Resultado |
| ---- | ---------------------- | ---------- | --------- |
| 1996 | Mejor actor revelación | La dueña   | Ganador   |

- Galardón de Honor de la Plaza de las Estrellas, por su actuación en la telenovela El bienamado 2017[14]